# Drusus annulatus
Drusus annulatus är en nattsländeart som först beskrevs av Stephens 1837.  Drusus annulatus ingår i släktet Drusus och familjen husmasknattsländor. Inga underarter finns listade i Catalogue of Life.